# Понизовье (Кимрский район)
Понизовье — деревня в Кимрском районе Тверской области России, входит в состав Устиновского сельского поселения.

## География
Деревня находится на берегу реки Малая Пудица в 8 км на юго-восток от центра поселения деревни Устиново и в 33 км на север от райцентра города Кимры.  

## История

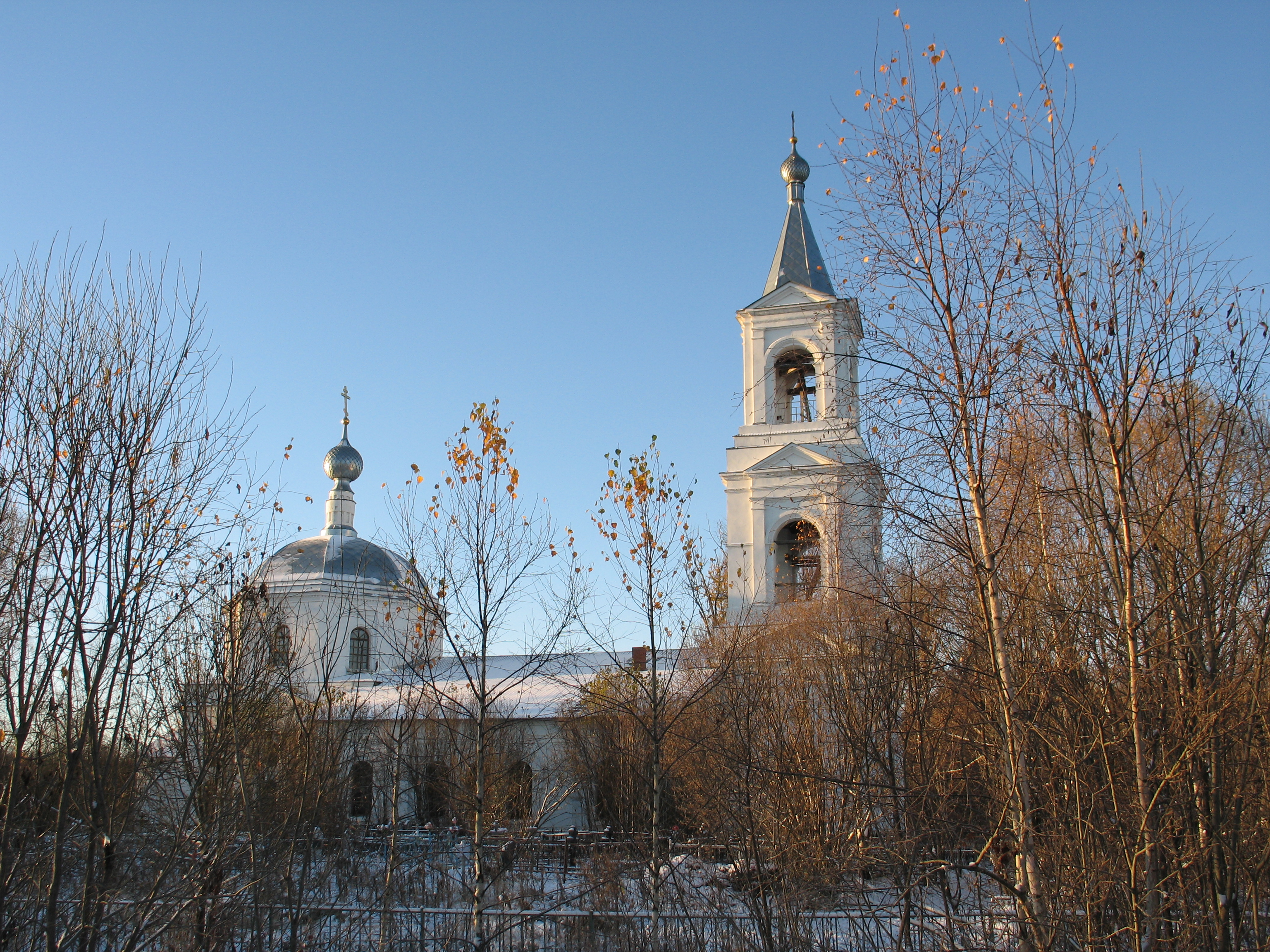
Церковь Воскресения Христова. 2014 год

В 1807 году на Воскресенском погосте в Понизовье была построена Воскресенская церковь с 3 престолами, метрические книги с 1786 года.
В конце XIX — начале XX века Воскресенский Погост входил в состав Суворовской волости Корчевского уезда Тверской губернии. 
С 1929 года деревня Понизовье входила в состав Устиновского сельсовета Кимрского района Кимрского округа Московской области, с 1935 года — в составе Калининской области, с 1994 года — в составе Устиновского сельского округа, с 2005 года — в составе Устиновского сельского поселения.

## Население
| 1859 | 2002 | 2010 |
| ---- | ---- | ---- |
| 24   | ↘0   | →0   |

## Достопримечательности
В деревне расположена действующая Церковь Воскресения Христова (1807). Здесь похоронены владельцы поместий землевладельцы рода Борковых, герой Отечественной войны 1812 года гвардии-полковник А.Н. Перхуров, родители и родственники авиаконструктора А.Н.Туполева.